# 科洛梅采沃农村居民点 (普洛霍罗夫卡区)
科洛梅采沃农村居民点（俄语：Коломыцевское сельское поселение）是俄罗斯联邦别尔哥罗德州普洛霍罗夫卡区所属的一个农村居民点。其下辖有11个居民点，行政中心为科洛梅采沃。据2016年统计，该农村居民点的人口为713人。